# انشعاب بابی بهائی
پس از تیرباران سید علی محمد باب در سال ۱۸۵۰، پیروانش که به «بابی» مشهور بودند بر طبق آموزه‌های باب درکتابِ «بیان» به دنبال موعود آئین جدید که در این کتاب با عنوان «من یظهره الله» از او یاد شده‌است می‌گشتند. در سال ۱۸۶۳ بهاءالله، خود را «من یظهره‌الله»، موعود کتاب بیان معرفی کرد. اکثر بابیان به او ایمان آورده و بهائی نامیده شدند. گروه اندکی که به پیروی از میرزا یحیی برادر کوچکتر بهاءالله، بابی ماندند ازلی نام گرفتند. ازلیان با تقیه و پنهان کردن هویت دینی خود عملاً در جامعه اسلامی حل شدند. البته شخص بهاءالله در تمام آثار خود از حمله کتاب اقدس پیروان صبح ازل را بیانی یا اهل بیان می‌خواند.

## مَن یُظهرُهُ‌الله، موعود آئین بابی
از اساسی‌ترین آموزه‌های سیدعلی‌محمدباب این نکته است که نتیجه و ثمره آیین او باید شناخت و ایمان به «مَن‌یُظهره‌الله» باشد. باب در آثارش به قرب ظهور «مَن یُظهره الله» اشاره می‌کند. وی از پیروان خود می‌خواهد که با استقلال کامل فکری به شناسایی «مَن‌یُظهره‌الله» فائز شوند و ایمان خود را به تصدیق هیچ‌کس حتی واحد اول بیان (باب و هیجده حوّاری اولیه او) مشروط نکنند. باب همچنین بابیان را برحذر می‌دارد که مبادا با استدلال به آثار باب از ایمان به «مَن‌یُظهره‌الله» محروم شوند چه که به عقیده باب مقام موعود آنقدر بالاست که حتی آثار خود باب لیاقت اشاره به وی را ندارد. موعود باید با آثار و صفات خود شناخته شود نه با اشاره و دلالت دیگران. عنوان «مَن‌یُظهره‌الله» و عنوانهای مشابه آن بیش از دویست و هشتاد بار در متن بیان فارسی، بزرگ‌ترین اثر تشریعی باب آمده‌است.
اندکی پس از یک دهه از آغاز دعوت باب در سال ۱۸۴۴، یعنی چند سال پس از اعدام وی در سال ۱۸۵۰، بیش از ۲۵ نفر ادعای من یظهره‌اللهی کردند. نوزده سال بعد از دعوت باب، بهاءالله در سال ۱۸۶۳ در جمع یارانش و بعدتر در سال ۱۸۶۶ بصورت عمومی تر ادعای من یظهره اللهی کرد و عموم بابیان به وی ایمان آوردند. گروه اندکی که به طرفداری از میرزا یحیی ازل بابی باقی ماندند ازلی نام گرفتند. ازلیان ظهور من یظهره الله را در فاصله ای خیلی دور پیش‌بینی می‌کردند و معتقد بودند ظهور موعود زودتر از دست کم ۲۰۰۰ سال از ظهور باب و به گفته باب در عدد مستغاث (معادل ابجد عدد ۲۰۰۱) و قبل از مورد قبول گرفتن دین باب در بسیاری از کشورها رخ نخواهد داد. با این وجود ازلیان در پی تبلیغ و جهانگیرکردن آئین بابی بر نیامدند و با تقیه و پنهان کردن هویت دینی خود عملاً در جامعه اسلامی حل شدند.
صبح ازل از لحاظ مالی به بهاءالله و میرزا برادر دیگرش و خانواده‌های آنها وابسته بود. وی پس از تبعید بهاءالله و همراهانش به بغداد خود را به آنجا رسانده بود. وی برای حفاظت از خود، خود را از سایر بابیان پنهان می‌کرد و در دسترس نبود و اداره امور در دست بهاءالله برادر بزرگ او بود. سیاست غیبت صبح ازل به تدریج به بیگانگی او با بخش بزرگی از بابی‌های تبعیدی انجامید و آنان شروع به هم‌پیمانی با دیگر مدعیان، به‌ویژه بهاءالله، کردند.
در سال ۱۲۳۱ خورشیدی مطابق ۱۸۵۳ میلادی، بین بهاءالله و صبح ازل و نزدیکان صبح ازل اختلافاتی رخ داد. بهاءالله با سیاستهای صبح ازل من جمله اختفاء و تلاشهای مستمر وی برای ترور شاه مخالف بود. اگرچه بهاءالله هنوز دعویی مطرح نکرده بود، اما کاریزما و توانایی ذاتی او برای رهبری، بابیان را، که اکثریت رهبرانشان در سرکوب‌های شدید دولتی در ایران کشته شده بودند، برآن داشت تا او را به عنوان منبعی برای هدایت و الهام در نظر بگیرند. بهاءالله پس از ورود به بغداد به تدریج روحیه جامعه ناامید و رو به انحلال بابی را از طریق نوشته‌هایش که بر اهمیت رفتار اخلاق‌مند و دوری از اعمالی که سبب ناآرامی‌های اجتماعی می‌شود بالا برد. هر چه احترام بابیان به بهاءالله بیشتر می‌شد بر کینه و حسادت میرزا یحیی برادر ناتنی بهاءالله که خود دعوی رهبری داشت افزوده می‌شد. بهاءالله که نمی‌خواست سبب اختلاف شود در تاریخ ۲۱ فروردین ۱۲۳۳ یعنی ۱۰ آوریل ۱۸۵۴ بغداد را به مقصد کوه‌های کردستان ترک کرد تا از صبح ازل فاصله بگیرد. وی در کردستان دو سال در تنهایی زندگی درویشی پیش گرفت. او امیدوار بود که در غیابش جنجالی که صبح ازل مسبب آن بود فروکش کند. بهاءالله در این رابطه در طی نامه‌ای به یکی از خویشان خود می‌نویسد: «از ارض طا (طهران) بعد از ابتلای لایُحصی (بیشمار) بعراق عرب بامر ظالم عجم وارد شدیم و از غُل (زنجیر) اعداء بِغِلّ (کینه) احبّاء مبتلا گشتیم… تا آنکه فرداً واحداً هجرت اختیار نمودم و سر به صحراهای تسلیم نهادم … که شاید نار بغضا ساکن شود و حرارت حسد بیفسرد».
بهاءالله در نهایت به درخواست بابیان برجسته که تأثیر تنش‌زدایی و ثبات‌بخشی وی را در بغداد ضروری می‌دیدند و به اصرار خانواده خود در بهار ۱۲۳۵ خورشیدی برابر با مارس ۱۸۵۶ به بغداد بازگشت. وی تا سال۱۲۴۲ شمسی که برابر با ۱۸۶۳ است در آنجا اقامت گزید و به بسط پیروان وفادار و روزافزون خود از طریق آثار زیبای عرفانی و رساله‌های اعتقادی متقن و صریح همچون کلمات مکنونه، هفت وادی و کتاب ایقان، که به فارسی یا عربی می‌نگاشت، پرداخت.
هنگامی که بهاءالله به بغداد بازگشت جامعهٔ بابی اوضاع نابسامانی داشت و دچار ناامیدی و تفرقه شده بود. بهاءالله که مصمم بر تغییر وضعیت موجود بود شروع به تلاش برای احیای جامعهٔ بابی در عراق و ایران نمود. از مهم‌ترین آثاری که بهاءالله در دوران اقامت در بغداد نگاشت می‌توان به کلمات مکنونه، کتاب ایقان، جواهر الاسرار و دو اثری عرفانی به نام‌های چهار وادی و هفت وادی اشاره کرد که نقش بسزایی در احیای جامعه به شدت سرکوب شده بابی ایفا نمودند. این آثار به جوانب مختلفِ ایمان دینی می‌پردازند: هفت وادی و چهار وادی به جنبه معنوی و عرفانی دین و سلوک انسان در مراحل کسب کمالات معنوی می‌پردازند، کلمات مکنونه راه‌کردهای عملی یک زندگی اخلاق‌مند را مشخص می‌کند و جواهر الاسرار و کتاب ایقان مبانی و اصول اعتقادی آئین جدید را تشریح می‌کنند.
تعداد پیروان بهاءالله به شکل فزاینده‌ای رشد کرد و ظرف مدت کوتاهی هم بابی‌ها و هم مقامات ایرانی و عثمانی او را به عنوان رهبر برجسته بابیان شناختند. وی در خارج جامعهٔ بابی نیز از همراهی و تأیید ساکنان بغداد و مسافرانی که به این شهر می‌آمدند برخوردار بود از جمله مقامات عثمانی، افراد برجسته ایرانی و حتی روحانیون سنی که او را به عنوان شخصیتی مهم می‌شناختند. حکومت ایران که از احیای جامعهٔ بابی تحت رهبری بهاءالله نگران بود مقامات عثمانی را مورد فشار قرار داد تا بهاءالله و یاران در حال فزونی او را به محلی دورتر از مرزهای ایران تبعید کند. مقامات عثمانی این موضوع را قبول کرده و بهاءالله را در سال ۱۲۴۲ شمسی برابر ۱۸۶۳ میلادی به استانبول فراخواندند.
نوزده سال بعد از آغاز دعوت باب، در اول اردیبهشت ۱۲۴۲ ش. برابر با ۲۱ آوریل ۱۸۶۳ قبل از حرکت به استانبول بهاءالله و همراهانش برای دوازده روز در باغ نجیب پاشا در حومه بغداد اقامت کردند. در این مکان بود که بهاءالله به بابیان حاضر اعلان کرد که او پیام‌آور الهی و همان من یظهره الله یا موعودی است که باب به آمدنش وعده داده‌است. علاوه بر این بهاءالله در این گردهمایی بر وحدت نوع انسان، شمول گرایی آئین جدید، نفی کامل خشونت و جهاد و اینکه دوره دیانت او دست‌کم هزار است تأکید کرد. این مناسبت در بین بهائیان به عید رضوان شناخته می‌شود. اکثر بابیان به او ایمان آورده و زان پس بهائی نامیده شدند.
بهاءالله و همراهانش (شامل صبح ازل) پس از چهار ماه سفر زمینی به استانبول وارد شدند. پس از حدود سه و ماه نیم اقامت در استانبول، مسئولان حکومت عثمانی دستور تبعید بهاءالله به ادرنه را صادر کردند. احتمال می‌رود این تبعید به دلیل فشار و اقدامات میرزا حسین خان مشیرالدوله، سفیر ایران در باب عالی بوده باشد. وی و دیگر مقامات امور خارجه ایران و شخص ناصرالدین شاه حضور بهاءالله را در استانبول به‌ویژه پس از سرکوب اصلاحطلبان در ایران برای مصالح خود زیان‌بخش می‌دانستند. باب عالی ظاهراً صلاح کار را چنان می‌دید که تمایل ایران را در این مورد حساس نادیده نگیرد. بهاءالله ابتدا قبول نکرد و خواست در مقابل حکومت عثمانی مقاومت کند تا اینکه یا سلطان را منصرف کند یا شهید شود. اما این نقشه به دلیل همکاری نکردن صبح ازل شکست خورد. بهاءالله چهار سال و نیم در ادرنه اقامت داشت. بهاءالله در بهار ۱۲۴۵ش. برابر یا ۱۸۶۶ میلادی خانه‌اش را از صبح ازل جدا کرد چون عقیده داشت که صبح ازل قصد کشتن او را دارد. سپس بهاءالله آشکارا اعلام کرد که پیامبر مستقلی است و شروع به نوشتن سوره‌هایی کرد که آن‌ها را وحی الهی می‌دانست. وی در شهریور ۱۲۴۶ش؛ یعنی سپتامبر ۱۸۶۷ به‌طور قطعی از برادرش جدا شده و از صبح ازل خواست که از از او اطاعت کند. صبح ازل نپذیرفت و او را به مباهله دعوت کرد، اما صبح ازل در مباهله شکست خورد، چون در میانهٔ راه تصمیم‌اش را تغییر داد و در مباهله حاضر نشد.
بهاءالله رسالتش را در دوران اقامتش در ادرنه به صورت عمومی اعلان کرد. این اعلان عمومی در قالب صدور نامه‌هایی به پادشاهان و سران ممالک صورت گرفت. که از جمله این نامه‌ها می‌توان نامه به ناپلئون سوم در فرانسه، نامه به پاپ اعظم، نامه به ناصرالدین شاه، پادشاه ایران و نامه به سلطان عبدالعزیز ترکیه اشاره کرد. وی در این نامه‌ها به مقام رسالت خود اشاره کرده و آن‌ها را دعوت به کناره‌گیری از جنگ و برقراری صلح و آشتی می‌کند.
بعد از جدایی بین بهاءالله و ازل، گروه ازلی در پی بی‌اعتبار کردن بهاءالله نزد مقامات عثمانی شکایت کردند و او را متهم به برنامه‌ریزی برای آشوب و اغتشاش نمودند. هیئت تحقیق بهاءالله را از اتهامات مذکور مبری دانست ولی به مقامات عثمانی هشدار داد که بهاءالله و ازل هر دو دعاوی مذهبی دارند. هیئت تحقیق آثار فارسی و عربی بهاءالله را نشان‌دهنده ادعای نوعی پیامبری دانست که در همان حال مقام مهدی را نیز در بر می‌گیرد. در این رابطه گزارش عالی پاشا، نخست‌وزیر وقت، به سلطان عبدالعزیز چندین بار بر ادعای مهدویت تأکید می‌کند، که خود نشان از هراس دولت عثمانی از بروز جنبشهای مهدوی در محیط صوفیانه و شیعی- صوفی عثمانی داشت. این امر بالقوه موجب بی‌نظمی امپراتوری عثمانی تشخیص داده شد و بهاءالله و ازل متعاقباً طی یک فرمان سلطنتی به دستور سلطان عبدالعزیز به تبعید، حبس ابد و عدم ارتباط با دیگران محکوم شدند، دارایی بهاءالله در بغداد مصادره شد و بهائیان سرشناس بغداد دستگیر و به موصل تبعید شدند.
سلطان عبدالعزیز در فرمان خود به والی عکا به او تأکید کرد که بهاءالله و همراهانش، که حدوداً ۷۰ نفر من جمله زنان و کودکان بودند، باید تا آخر عمر در قلعه عکا زندانی باشند، با هیچ‌کس معاشرت نکنند و به شدت تحت نظر باشند. دولت عثمانی تصمیم گرفته بود بهاءالله را برای همیشه به سختگیرانه‌ترین حالت ممکن خاموش کند، روشی که دست کمی از اعدام نداشت.
در صدور این فرمان دخالتهای نزدیک عالی پاشا و فؤاد پاشا نخست‌وزیر و وزیر خارجه وقت عثمانی و احتمالاً فشار ایران برای تبعید بهاءالله و ازل به مناطق دور افتاده‌تر بسیار مؤثر بوده‌است. اگرچه ممکن است انگیزه‌های عالی پاشا و فؤاد پاشای تجدد خواه از انگیزه‌های سلطان عبدالعزیز مرتجع متفاوت بوده باشد، ولی تصمیم نهایی آنها یکسان بود. نگرانی‌های دو پاشای مذکور از جنبشی سیاسی - مهدوی می‌آمد در حالی که سلطان عبدالعزیز از بدعت در دین بیمناک بود.
در تاریخ ۹ شهریور ۱۲۴۷ش. برابر با ۳۱ اوت ۱۸۶۸ بهاءالله و گروهی از پیروانش وارد زندان-شهر عکا شدند. عکا در آن زمان به دلیل شرایط نامساعد و نامطلوبی که داشت شهری بود که به عنوان تبعیدگاه و محل حبس زندانیان سیاسی حکومت عثمانی مورد استفاده قرار می‌گرفت.
روابط بهاءالله با حاکمان محلی خوب بود، به جز زمانی که چند بهائی افراطی بدون اطلاع بهاءالله چند ازلیی را که برای حکومت عثمانی جاسوسی می‌کردند و محلی‌ها را علیه بهائیان می‌شوراندند، کشتند. بهاءالله این اقدام را شدیداً محکوم کرد، اما محدودیت‌هایش بیشتر شد. بهاءالله و پسران و خویشانش شش روز زندانی بودند، سپس قاتلین شناخته شده و در دادگاه به حبس‌های طولانی (۷ و ۱۵ سال) محکوم شدند. کمی بعد اما روابط مقامات و مردم محلی با بهاءالله و زندانیان بهائی رو بهبود نهاد.

## آئین بهائی
بعد از اعدام باب و کشتار بابیان توسط حکومت قاجار، بهاءالله بعد از رهایی از زندان سیاه چال تهران به عراق تبعید شد.
در بغداد بهاءالله به تدریج به عنوان رهبر جامعهٔ بازماندهٔ بابیان شناخته شد. مرجع اسمی بابیان، میرزا یحیی ازل که برادر ناتنی بهاءالله بود و در پی وقایع پس از سوءقصد به جان شاه در خفا به سر می‌برد خود را پس از مدتی به بغداد رساند. میرزا یحیی در بغداد نیز برای محافظت از خود، خود را از سایر بابیان پنهان می‌کرد. وی از نظر مالی به بهاءالله و برادر وی میرزا موسی وابسته بود و یک زندگی مخفی داشت. بهاءالله اما به تدریج از طرف تعداد فزاینده‌ای از بابیان به عنوان رهبر جامعه شناخته شد. این اتفاق مایهٔ خشم و نفرت روزافزون ازل را فراهم کرد. بهاءالله تنها حدود یک سال پس از ورود به بغداد برای جلوگیری از اختلافات داخلی تصمیم گرفت روانهٔ کوه‌های کردستان شود و زندگی درویشی پیشه کند. او بغداد را در ۱۰ آوریل ۱۸۵۴ ترک کرد. و دو سال را از ۱۸۵۴ تا ۱۸۵۶ به زندگی درویشی در کوه‌های سرگلو در منطقهٔ سلیمانیه سپری کرد. وی در نهایت به درخواست بابیان برجسته که حضور وی را در بغداد ضروری می‌دیدند و به اصرار خانواده خود در مارس ۱۸۵۶ به بغداد بازگشت.
هنگامی که بهاءالله به بغداد بازگشت جامعهٔ بابی اوضاع نابسامانی داشت و دچار ناامیدی و تفرقه شده بود. بهاءالله که مصمم بر تغییر وضعیت موجود بود شروع به تلاش برای احیای جامعهٔ بابی در عراق و ایران نمود. او در آثار خود درکی جدید از دین بابی را در اختیار بابیان قرار داد. تعداد پیروان او به شکل فزاینده‌ای رشد کرد و ظرف مدت کوتاهی هم بابی‌ها و هم مقامات ایرانی و عثمانی او را به عنوان رهبر برجسته بابیان شناختند. وی در خارج جامعهٔ بابی نیز از همراهی و تأیید ساکنان بغداد و مسافرانی که به این شهر می‌آمدند برخوردار بود و مقامات عثمانی، افراد برجسته ایرانی و حتی روحانیون سنی وی را شخصیتی مهم و محوری می‌دانستند.
حکومت ایران که از احیای جامعهٔ بابی تحت رهبری بهاءالله نگران بود مقامات عثمانی را مورد فشار قرار داد تا بهاءالله و یاران در حال فزونی او را به محلی دورتر از مرزهای ایران تبعید کند. مقامات عثمانی این موضوع را قبول کرده و بهاءالله را در ۱۸۶۳ به استانبول فراخواندند.
پس از گذشت ۱۰ سال از تبعید بهاءالله در بغداد، وی از بغداد به شهر استانبول تبعید گردید. وی قبل از خروج از بغداد اعلان نمود که همان موعود یا من یظهره‌الله است که باب به ظهور او بشارت داده و پیروان خویش را به ایمان به او سفارش نموده بود. عموم بابیان به وی ایمان آوردند و بهائی نام گرفتند. بعدها این تاریخ در بین بهائیان به عید رضوان مشهور شد. آئین بهائی که بهاءالله مؤسس آن است به دیانتی جهانی تبدیل شد که از نظر پراکندگی در کشورهای مختلف پس از مسیحیت دومین دین جهان شمرده می‌شود.